# Whitlockit
Whitlockit ist ein selten vorkommendes Mineral aus der Mineralklasse der „Phosphate, Arsenate und Vanadate“. Es kristallisiert im trigonalen Kristallsystem mit der chemischen Zusammensetzung Ca9(Mg,Fe)[PO3OH|(PO4)6] und entwickelt meist tafelige oder rhomboedrische Kristalle, aber auch körnige Mineral-Aggregate und mikrokristalline Krusten. Auch die Bildung von Höhlenperlen ist möglich. Sichtbare Kristallflächen weisen einen glas- oder harzähnlichen Glanz auf, krustige Ausbildungen sind dagegen eher matt.
Reiner Whitlockit ist farblos und durchsichtig. Er kann allerdings durch vielfache Lichtbrechung aufgrund multikristalliner Ausbildung oder Gitterbaufehlern weiß erscheinen und durch Fremdbeimengungen eine graue oder gelbliche Farbe annehmen, wobei die Transparenz entsprechend abnimmt. Die Strichfarbe ist jedoch immer weiß.
Mit einer Mohshärte von 5 gehört Whitlockit zu den mittelharten Mineralen, die sich ähnlich wie das Referenzmineral Apatit mit dem Messer noch ritzen lassen.

## Besondere Eigenschaften
Das Mineral ist piezoelektrisch und pyroelektrisch, ändert also bei periodischen Druck- bzw. Temperaturwechseln seine elektrische Polarisation und baut dadurch eine elektrische Spannung auf.

## Etymologie und Geschichte
Erstmals entdeckt wurde Whitlockit von Harold J. Verrow in der „Palermo No. 1 Mine“ bei Groton im Grafton County (New Hampshire) in den Vereinigten Staaten (USA) und beschrieben 1940 durch Clifford Frondel, der das Mineral nach Herbert Percy Whitlock (1868–1948) benannte, dem Kurator für Minerale und Edelsteine des American Museum of Natural History.

## Klassifikation
In der veralteten 8. Auflage der Mineralsystematik nach Strunz gehörte der Whitlockit zur Mineralklasse der „Phosphate, Arsenate, Vanadate“ und dort zur Abteilung „Wasserfreie Phosphate, Arsenate und Vanadate ohne fremde Anionen“, wo er gemeinsam mit Monetit, Schultenit und Weilit in der „Monetit-Schultenit-Gruppe“ mit der Systemnummer VII/A.09 steht.
In der zuletzt 2018 überarbeiteten Lapis-Systematik nach Stefan Weiß, die formal auf der alten Systematik von Karl Hugo Strunz in der 8. Auflage basiert, erhielt das Mineral die System- und Mineralnummer VII/A.05-050. Dies entspricht der Klasse der „Phosphate, Arsenate und Vanadate“ und dort der Abteilung „Wasserfreie Phosphate [PO4]3−, ohne fremde Anionen“, wo Whitlockit zusammen mit Bobdownsit (D), Brianit, Farringtonit, Ferromerrillit, Gurimit, Panethit, Stanfieldit, Strontiowhitlockit, Tuit und Wopmayit eine unbenannte Gruppe mit der Systemnummer VII/A.05 bildet.
Die von der International Mineralogical Association (IMA) zuletzt 2009 aktualisierte 9. Auflage der Strunz’schen Mineralsystematik ordnet den Whitlockit in die Klasse der „Phosphate, Arsenate und Vanadate“ und dort in die Abteilung „Phosphate usw. ohne zusätzliche Anionen; ohne H2O“ ein. Hier ist das Mineral in der Unterabteilung „Mit mittelgroßen und großen Kationen“ zu finden, wo es zusammen mit Bobdownsit, Ferromerrillit, Merrillit, Strontiowhitlockit und Tuit die „Whitlockitgruppe“ mit der Systemnummer 8.AC.45 bildet.
In der vorwiegend im englischen Sprachraum gebräuchlichen Systematik der Minerale nach Dana hat Whitlockit die System- und Mineralnummer 38.03.04.01. Das entspricht der Klasse der „Phosphate, Arsenate und Vanadate“ und dort der Abteilung „Wasserfreie Phosphate etc.“. Hier findet er sich innerhalb der Unterabteilung „Wasserfreie Phosphate etc., (A+B2+)3(XO4)2“ in der „Whitlockitgruppe“, in der auch Strontiowhitlockit, Merrillit-(Ca), Merrillit, Merrillit-(Y), Ferromerrillit, Tuit und Bobdownsit eingeordnet sind.

## Bildung und Fundorte

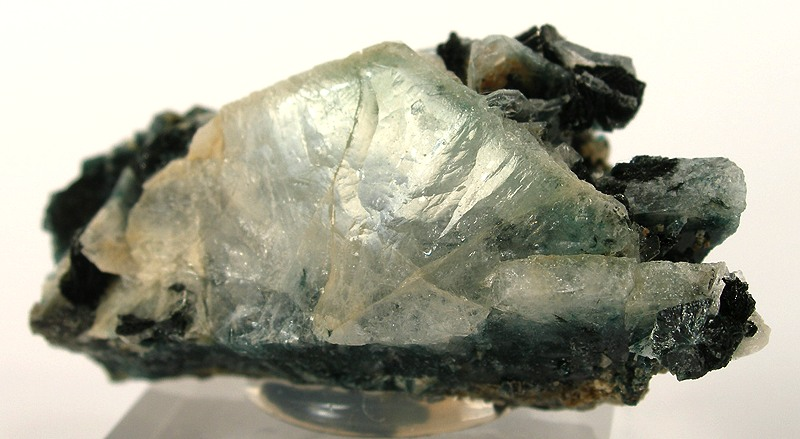
Whitlockit vom Big Fish River nahe Dawson, Yukon, Kanada

Whitlockit bildet sich als seltenes Sekundärmineral durch hydrothermale Vorgänge aus primären Phosphaten in granitischen-Pegmatiten, selten aber auch in Sedimenten wie beispielsweise Phosphoriten. Auch in Form von Höhlenperlen kann Whitlockit gefunden werden. In Steinmeteoriten, vor allem in Chondriten, kommt Whitlockit (neben Apatit) regelmäßig vor. Auch in den Silikateinschlüssen des IAB-Eisenmeteoriten Landes wurde Whilockit gefunden. Weiterhin kann Whitlockit durch die Einwirkung von flüssigen Exkrementen von Seevögeln (z. B. Pinguinen oder Kormoranen) auf Kalkstein entshehen. Es ist ein Bestandteil des sich so bildenden Guanos.
Je nach Bildungsbedingung kann Whitlockit mit verschiedenen Mineralen vergesellschaftet auftreten, so unter anderem mit Ludlamit, Fairfieldit, Triphylin, Siderit, Apatit und Quarz in Pegmatiten; mit Hydroxylapatit in Höhlungen sowie Stanfieldit, Farringtonit und Brianit in Meteoriten.
Insgesamt konnte Whitlockit bisher (Stand: 2011) an 65 Fundorten nachgewiesen werden. Neben seiner Typlokalität „Palermo No. 1 Mine“ bei Groton trat das Mineral in den USA noch bei Hyampom im Trinity County (Kalifornien); im Woodbine-Meteoriten im Jo Daviess County (Illinois); bei Poland, Newry und Rumford (Maine) in Maine; in der „Goldstrike Mine“ bei Lynn (Eureka County) und der „Twin Creeks Mine“ bei Potosi (Humboldt County) in Nevada; am Parker Mountain im Strafford County (New Hampshire); in der Umgebung von Custer (South Dakota); in den Crawford Mountains im Rich County (Utah); sowie bei Saxeville im Waushara County (Wisconsin).
In Deutschland fand sich Whitlockit in der Grube „Rotläufchen“ bei Waldgirmes in Hessen; am Kammberg bei Joldelund in Schleswig-Holstein und in der inzwischen geschlossenen Absetzerhalde des Lichtenberger Tagebaus bei Ronneburg. In Österreich konnte Whitlockit bisher nur am Millstätter See bei Laggerhof gefunden werden.
Weitere Fundorte liegen in Algerien, der kleinen Antilleninsel Anguilla, Argentinien, Australien, auf den Bahamas, in China, auf Curaçao, in Israel, Kanada, Kuba, Malaysia, Mexiko, Namibia, Norwegen, Polen, Puerto Rico, Russland, Saint Helena, Saudi-Arabien, Spanien, Südafrika und Venezuela.

## Kristallstruktur
Whitlockit kristallisiert trigonal in der Raumgruppe R3c (Raumgruppen-Nr. 161) mit den Gitterparametern a = 10,33 Å und c = 37,10 Å sowie 6 Formeleinheiten pro Elementarzelle.